# Avadi
Avadi (en tamil: ஆவடி) és una localitat de l'Índia al districte de Tiruvallur, estat de Tamil Nadu.

## Geografia
Es troba a una altitud de 27 m.s.m. a 20 km de la capital estatal, Chennai, a la zona horària UTC +5.30.

## Demografia
Segons estimació de 2010 comptava amb una població de 271.385 habitants.